# Bataille de Volnovakha
Invasion de l'Ukraine par la Russie de 2022
Guerre du Donbass
Batailles
Offensive de Kiev (Jytomyr, Kiev) : 
- 1re Hostomel
- Tchernobyl
- Ivankiv
- Kiev
- 2e Hostomel
- Vassylkiv
- Boutcha
- Irpin
  - Bombardement de réfugiés
- Jytomyr
- Mochtchoun
- Makariv
- Brovary

Offensive du Nord (Tchernihiv, Soumy) :
- Hloukhiv
- Slavoutytch
- Bombardements
- Soumy
- Trostianets
- Tchernihiv
- Okhtyrka
- Lebedyn
- Konotop
- Romny
- Desna
- Escarmouches frontalières

Russie  (Briansk, Belgorod) :
- Incursions en Russie occidentale
  - Oblast de Briansk
  - Oblasts de Belgorod et de Koursk
    - Incursions de 2024

  - Bombardement de Belgorod
- Oblast de Koursk (août 2024)

Campagne de l'Est (Donetsk, Louhansk, Kharkiv)
Kharkiv :
- 1re Kharkiv
  - Tchouhouïv
  - Bombardements : en février
  - en mars
  - en avril
  - du bâtiment administratif
- Izioum
- 2e Kharkiv
  - Balaklia
  - 1re Koupiansk
  - Chevtchenkove
- 3e Kharkiv

Nord du Donbass:
- Starobilsk
- Sloviansk
  - Dovhenke
  - 1re Lyman
  - Sviatohirsk
  - Bohorodychne et Krasnopillia
  - Bombardements : Bilohorivka
  - Kramatorsk
- Sievierodonetsk
  - Kreminna
  - Donets
  - Roubijné
  - Popasna
  - Tochkivka
  - Massacre
- Lyssytchansk
- 2e Kharkiv
  - Balaklia
  - 1re Koupiansk
  - Chevtchenkove
  - 2e Lyman
- Oblast de Louhansk
  - Ligne Svatove-Kreminna
  - Serebryansky
  - 2e Koupiansk

 Centre du Donbass:
- Horlivka
- Popasna
- Svitlodarsk
- Bakhmout
  - Soledar
- Siversk
- Tchassiv Iar
- Toretsk

Sud du Donbass :
- Volnovakha
- Marioupol
  - Bombardements : de l'hôpital
  - du théâtre
  - de l'école d'art
- Pisky
- Vouhledar
  - Pavlivka
- Marïnka
- Contre-offensive de 2023
- Avdiïvka
- Novomykhaïlivka
- Pokrovsk
  - Krasnohorivka
  - Toretsk
- Bombardements :
- Makiïvka
- Donetsk

Campagne du Sud (Mykolaïv, Kherson, Zaporijjia)
- 1re Kherson
- Odessa
- Melitopol
- Mykolaïv
  - Bombardements : à fragmentation
  - du bâtiment administratif
- 1re Berdiansk
- Zaporijjia
- Tchornobaïvka
- Enerhodar
- Voznessensk
- Houliaïpole
- Davydiv Brid
- 2e Berdiansk
- Nova Kakhovka
- 2e Kherson
  - Doudtchany
- Dniepr
- Tchoulakivka
- Contre-offensive de 2023
  - Robotyne

Frappes aériennes dans l'Ouest et le Centre de l'Ukraine
- Lviv (02/2022)
- Vinnytsia (03/2022)
- Yavoriv (03/2022)
- Deliatyne (03/2022)
- Dnipro

Guerre navale
- Île des Serpents (02/2022)
- Moskva (04/2022)

Attaques en Crimée
- Novofedorivka (08/2022)
- Djankoï (08/2022)
- Pont de Crimée (10/2022)
- Base navale de Sébastopol (10/2022)
- Pont de Crimée (07/2023)
- Base navale de Sébastopol (09/2023)

Débordement
- Aéroport de Millerovo
- Sabotages en Russie
- Attaques en Transnistrie
- Sabotage des gazoducs Nord Stream
- Terrain d'entraînement militaire de Soloti
- Explosions en Pologne
- Bases aériennes de Dyagilevo et Engels-2
- Base aérienne de Minsk-Matchoulichtchi
- Crise russo-moldave de 2023
  - Accusations de tentative de coup d'État en Moldavie
- Incident de drone de 2023 en mer Noire
- Rébellion du groupe Wagner

Massacres
- Tchernihiv
- Boutcha
- Borodianka
- Olenivka
- Izioum

La bataille de Vonolvakha , oblast de Donetsk, oppose de février à mars 2022 les forces russes, soutenues par celles de la République populaire de Donetsk, aux Forces armées ukrainiennes, dans le cadre de l'offensive de l'est de l'Ukraine, lors de l'invasion de l'Ukraine par la Russie. La bataille est menée par les forces de la RPD qui réussissent à prendre la ville, mais celle-ci subit une destruction généralisée et de lourdes pertes sont recensées des deux côtés.

## Bataille
Au cours des premiers jours de l'invasion russe de l'Ukraine en 2022, les forces russes se livrent à des bombardements aveugles sur Volnovakha et sur Chtchastia, bombardant des zones civiles. Le bombardement des villes viole selon les Ukrainiens le droit international et fait écho aux tactiques que la Russie a précédemment utilisées sur des cibles civiles en Syrie. Volnovakha se trouve au bord de la crise humanitaire le 28 février et presque détruite le 1er mars,, avec environ 90 % de ses bâtiments endommagés ou détruits. Les habitants n'ont plus accès à la nourriture, l'eau et l'électricité. 
Le 4 mars, l'Ukraine affirme avoir abattu un avion de chasse Su-34 russe au-dessus de Volnovakha.
Le 5 mars, les autorités de la RPD annoncent la mort du colonel Vladimir Joga,,. Le chef de la RPD, Denis Pouchiline, lui décerne à titre posthume le titre de héros de la république populaire de Donetsk. Poutine lui a également décerné à titre posthume le titre de héros de la fédération de Russie. Artiom Joga, chef d'état-major, lui succède comme commandant du bataillon Sparta. Le correspondant de guerre pro-russe War Gonzo publie plusieurs vidéos de Volnovakha tournées par les soldats du bataillon Sparta, illustrant la destruction d'un char ukrainien et de véhicules blindés. Une vidéo montre des soldats de la RPD à l'intérieur de la ville de Volnovakha.
Volnovakha est incluse avec la ville voisine de Marioupol dans le cadre du corridor humanitaire convenu entre l'Ukraine et la Russie, qui aurait été violé par la Russie selon les Ukrainiens. Au 1er mars, environ 500 civils ont été évacués par les autorités ukrainiennes.
Le 11 mars, la Russie affirme s'être totalement emparée de Volnovakha.